# Gongdue Gewog
Gongdue Gewog (Dzongkha: དགོངས་འདུས་) es un Gewog (bloque de aldea) del Distrito de Mongar, en Bután.